# Богран, Кассандра
Кассандра Богран (фр. Cassandre Beaugrand; род. 23 мая 1997, Ливри-Гарган) — французская триатлонистка, бронзовый призёр Олимпийских игр, чемпионка Франции, чемпионка Европы и победительница Мировой серии в смешанной эстафете.

## Биография

### Ранние годы
Кассандра Богран начала заниматься легкой атлетикой и велоспортом благодаря своему отцу Людовику Бограну. Она выступала за клуб Livry-Gargan Athletics с 2006 по 2011 годы, затем присоединилась к Monaco Athletics в 2012. При этом она одновременно состояла в триатлонном клубе Saint-Raphaël Triathlon до 2014 года, после чего перешла Poissy Triathlon. При этом плаванием она занималась в Cercle des nageurs d’Antibes. Помимо этого Богран увлекалась бегом по пересечённой местности, где дважды завоевала титулы чемпионки Франции в категориях кадетов и юниоров.

### Карьера в триатлоне

#### 2014—2017
Будучи двукратной чемпионкой Франции по триатлону среди кадетов, она стала вице-чемпионкой юниорской Мировой серии 2014 года в Эдмонтоне и чемпионкой Европы среди юниоров в 2016 году в Лиссабоне.
13 июля 2014 года она в составе французской команды стала второй в Гамбурге в смешанной эстафете, стартовав на первом этапе и проиграв лидеру гонки всего 3 секунды. 28 сентября 2014 года Кассандра выиграла чемпионат Франции, опередив Александру Кассан-Феррье и Анну Табаран. Ей тогда было всего 17 лет.
В июне 2016 года она заняла третье место на чемпионате Европы, уступив британкам Джессике Лермонт и Люси Холл. В июле 2016 года были перераспределены олимпийские путёвки, в результате чего в 19-летнем возрасте Кассандра получила право представлять свою страну на летних Олимпийских игр 2016 года в Рио-де-Жанейро. Также от Франции поехала Одри Мерль. Кассандра заняла в Бразилии 30-е место.
В 2017 году она выиграла свой второй национальный титул на чемпионате Франции, проходившим в рамках этапа Гран-при в Кибероне. Помимо этого она стала чемпионкой в категории до 23 лет.

#### 2018 год

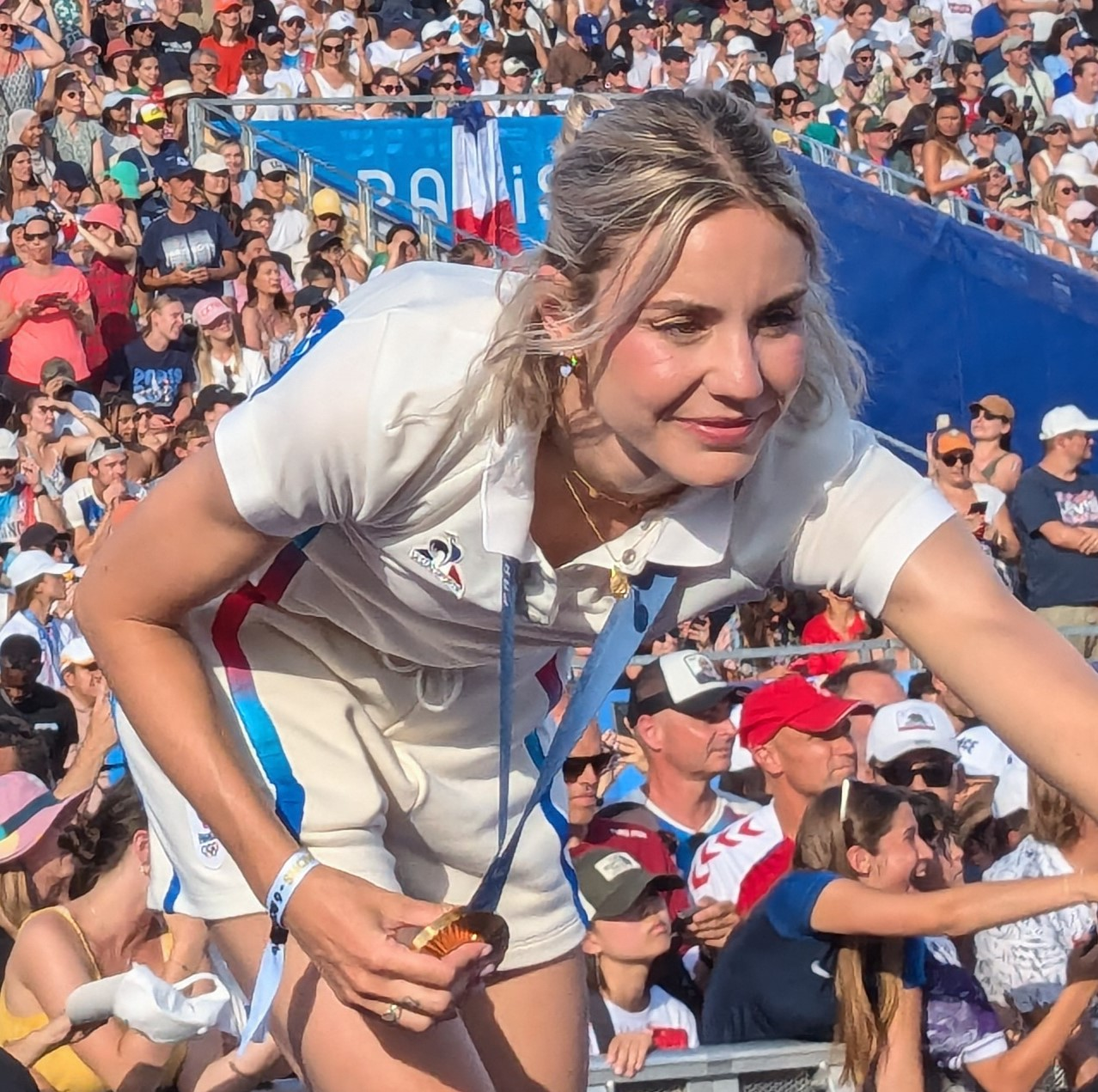
2024 год

В мае 2018 года она выиграла чемпионат Франции в смешанной эстафете, новой олимпийской дисциплине с 2020 года. На следующий день Кассандра выиграла свой третий личный титул на национальном чемпионате. Продолжая победный цикл, она выиграла в Гамбурге турнир Мировой серии, опередив Лору Линдеманн и американку Кэти Заферес.
В смешанной эстафете она вновь соревновалась с американкой Кэти Заферес на протяжении всего своего этапа. Венсан Луи, которому Кассандра передала эстафету, сумел принести победу сборной Франции.
В августе 2018 года заняла третье место на чемпионате Европы по триатлону. Она не отстала от действующей чемпионки Европы Джессики Лермонт в плавательном этапе, ровно прошла велогонку. Однако Никола Шпириг из Швейцарии сумела присоединиться к лидирующему дуэту на шестом круге велогонки. После этого британка со швейцаркой уехали вперёд, а француженка не сумела поддерживать высокий темп. В беговом этапе ничего не изменилось, и Кассандра Богран добавила ещё одну медаль, на этот раз бронзовую. Вместе с Леони Перио, Пьером Ле Корре и Дорианом Конинксом сборная Франции в смешанной эстафете золото.
14 сентября 2018 года она стала завоевала серебро юниорского чемпионата мира на Голд-Косте, уступив американке Тейлор Нибб и опередив итальянку Анжелику Ольмо.
31 июля 2021 года завоевала бронзовую медаль в смешанной эстафете на Олимпийских играх в Токио. В личных соревнованиях сошла с дистанции.

### Личная жизнь
В августе 2018 года по информации производителя оборудования ASICS стало известно, что Кассандра состоит в отношениях со швейцарским спортсменом Сильвеном Фриделансом.